# Isla Alta
La isla Alta (en inglés: High Island) es una de las Islas Malvinas. Es la de mayor superficie de las islas de la bahía de la Maravilla, al norte de la isla Soledad. Se ubica próximo al asentamiento de Caleta Trullo.